# Чайковський Михайло Станіславович
Міхал Чайковський (пол. Michał Czajkowski), також Мехмет Садик-паша (тур. Mehmet Sadık Paşa) та Миха́йло Чайко́вський (29 вересня 1804, Гальчин, Житомирський повіт, Волинська губернія — 4 січня 1886, Бірки, Козелецький повіт, Чернігівська губернія) — польський та український політичний і військовий діяч. Письменник. Представник так званої «української школи» в польській літературі XIX століття. Брав участь у Листопадовому повстанні 1830—1831, згодом в еміграції (Париж і Константинополь, там 1850 року перейшов на османську службу та прийняв іслам як Садик-паша). Нащадок гетьмана Івана Брюховецького. Народився недалеко від «святої Кодні», про що сам зазначає у своїх спогадах.
Під час Кримської війни організував козацькі сотні на османському боці. 1873 повернувся до Російської імперії і прийняв православ'я. Чайковський — автор популярних повістей з історії Козаччини, виданих польською мовою та перекладених різними мовами: «Powiésci Kozackie» (1837), «Wernyhora» (1838), «Kirdżali» (1839), «Koszowata» (1841), «Owruczanin» (1841) та ін.

## Біографія
Народився Михайло Чайковський 29 вересня 1804 року в селі Галчинець (тепер Гальчин) Житомирського повіту Волинської губернії в давній українській (сполонізованій) родині. Батько — Станіслав Чайковський, шляхтич з Волині. Мати Михайла — Петронеля — була правнучкою гетьмана Івана Брюховецького, двоє дідів воювали під запорозькими знаменами (один загинув під час оборони Січі 1775 року).
Батько М.Чайковського помер рано. Опіку над хлопцем взяв його дід- войський[уточнити] Михайло Глембоцький. У 1812-му Гленбоцький воював на боці Наполеона, був легко поранений у Бородінській битві, а в бою на Березині урятував Бонапарта від полону, давши йому свого коня. Згодом у власному маєтку тримав озброєний загін — 200 осіб у козацьких одностроях — і друкував газету накладом 20 примірників.
Вчився у Бердичеві, в ліцеї Джона Воллсея. У 1825 році — їде до Варшави. Там знайомиться з Адамом Чарторийським, поетом з Кременця Юліушем Словацьким, Адамом Міцкевичем, Великим князем Костянтином Павловичем — намісником Польщі. У 1826 році Костянтин Павлович познайомив Михайла зі своїм братом Миколою І. Імператор запропонував Чайковському посаду при дворі та чин камер-юнкера, але той відмовився.
У 1830 році почалося Листопадове повстання, Чайковський розпустив кріпаків, створив добровільні козацькі загони і влився в повстанське військо. Заслужив від польського уряду звання лейтенанта і Золотий Хрест за відвагу. Після придушення повстання емігрував до Франції. Його маєток конфіскували, а самого Чайковського на території Російської імперії оголосили персоною нон грата.
Працював у французьких газетах. У 1837 році опублікував свій перший художній твір польською мовою «Козацькі повісті» («Powiesci kozackie»). Протягом наступних семи років вийшло ще декілька томів його романів, повістей та оповідань. Найвагоміші — роман «Гетьман України» («Hetman Ukrainy») про життя Івана Виговського та роман «Вернигора» про гайдамацьке повстання 1768 року.
У Парижі підтримує тісні контакти з Чарторийським, Міцкевичем, Словацьким, Красинським, Норвідом, Лелевелем, Мохнацьким, Дембовським. За завданням Чарторийського Чайковський їде з таємною місією на Балкани. Всі дії були спрямовані на одне — послабити Росію. У вересні 1842-го Чайковський ініціював переворот у Сербії, внаслідок чого на Балканах послабився російський вплив. Далі — замирення конфлікту в Добруджі (між запорожцями та некрасовцями).
Дослідники стверджують, що в 1845-му Чайковський намагався підняти повстання в Україні. Є підстави вважати, що знаменитий програмовий твір кирило-мефодіївців «Закон Божий, або Книга Буття українського народу» — теж робота Чайковського. У своїх спогадах Костомаров писав: «Свого часу на Волині дістав я польською мовою написаний твір з вкрапленнями мало-російської, який приписувався якомусь з польських емігрантів з України, який я тоді переклав…». Співробітничав з Духінським. Міністр внутрішніх справ Росії граф Орлов у доповідній імператору писав, що волелюбні ідеї потрапили в Україну через емісарів, «керівник яких, Чайковський, перебуває в Константинополі».

## Козацький кошовий

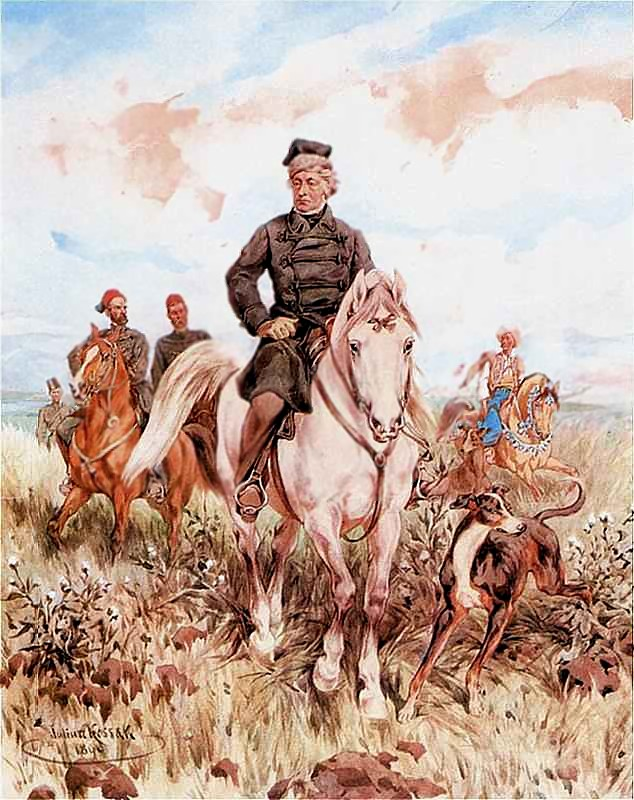
Адам Міцкевич з Михайлом Чайковським в Османській імперії

18 грудня 1850 року Чайковський приймає іслам і стає Садик-Пашею. Він розпочинає переговори з османським урядом про формування козацьких загонів. Міністр закордонних справ після тривалих консультацій із султаном погоджується.
1851 року починають формувати перші «казак-алай». На початку 50-х загострилися російсько-турецькі відносини. У жовтні 1853-го Чайковський домігся розширення козацьких частин за рахунок поляків, болгар, румунів, угорців, османів і навіть євреїв. Сам розробив моделі одностроїв і наказав закупити для всіх козаків арабських рисаків. 20 жовтня 1853 року створено ініціативою Мехмеда Садик-паші (Михайла Чайковського) «Полк козаків оттоманських», згодом переформований в дивізію, а ще згодом — у корпус. 23 січня 1854 року османські козаки склали присягу. З Константинополя привезли знамено Запорозької Січі, а Садик-Паша отримав від султана титул «міріан-паша» (кошовий отаман). «Корпус козаків оттоманських» (називався також «дивізією козацькою», «дивізією польською», «корпусом козаків султанських») існував в різних варіантах від 1853 року до 1870-х років (згідно з польським істориком Єжи Латкою залишки полку козаків були розбиті російською артилерією при облозі Плевни 1877). Найактивніше в бойових діях підрозділ взяв участь у 1854 році при знятті облоги Сілістри та зайнятті Бухареста, згодом дислокувався в Добруджі. Після завершення Східної війни цей «іноземний легіон» сягав кількості 2000 шабель і багнетів.
У лютому 1854 військо Садик-Паші ввійшло в Бухарест, а сам він став губернатором Румунії. На початок березня його війська зайняли позиції на річці Прут, готуючись до боїв із росіянами. Та уряд Австрії почав тиснути на султана, вимагаючи відвести загони. Султан погодився, висловив подяку Чайковському і навіть присвоїв йому титул «Око, вухо і правиця престолу». Наступного року Чайковський отримує найвище військове звання — беглербея. Про нього пишуть у Франції, Великій Британії і навіть Сполучених Штатах. Він отримує нагороди іноземних держав.
1856 року — закінчилась російсько-турецька війна. У 1861 році помер Абдул-Меджид. Новий султан Османської імперії, Абдул-Азиз, досить прихильно ставився до Садика-Паші, але той почав підготовку державного перевороту з метою посадити на трон принца Мурада. Але змова провалилась. Зв'язавшись із російським послом Ігнатьєвим у Константинополі, він просить у імператора амністії та дозволу повернутися до Росії. 28 серпня 1872 року Олександр ІІ офіційно оголосив прощення Чайковському.
На початку 1873 року оселився в селі Бірки, Чернігівської губернії. Знову приймає православ'я. Упродовж 10 років живе в Києві, займається журналістикою, пише нові твори та спогади. В той час він отримував пристойну пожиттєву пенсію від Османської імперії (60 тисяч піастрів), яку згодом османи суттєво скоротили, а за іншими джерелами взагалі відмінили (Чайковський відмовився повернутись на військову службу до Османської імперії).

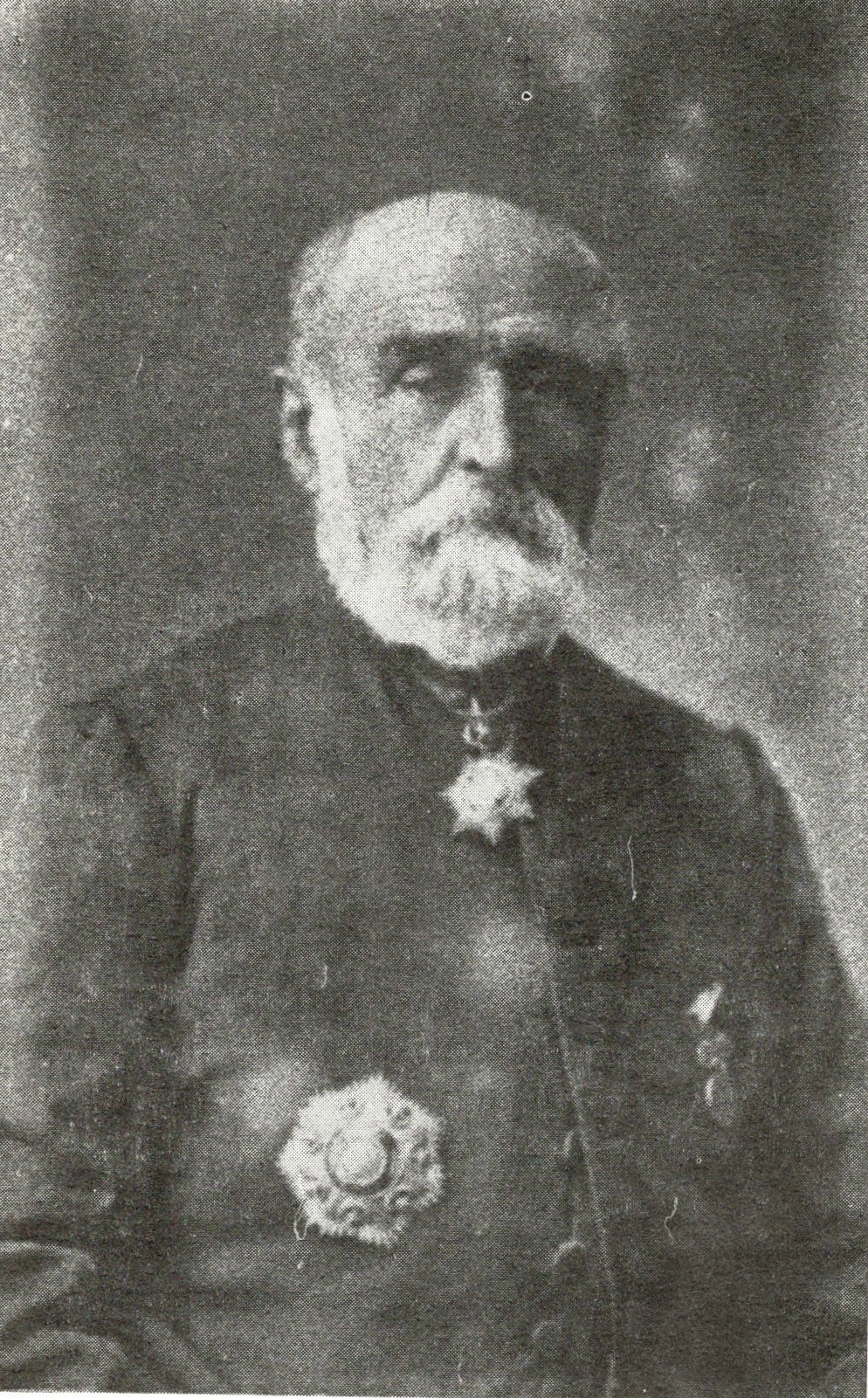
Михайло Чайковський в Україні.

Від останньої дружини-гречанки Ірини Теоскало у Чайковського народжується дочка, і сам імператор Олександр ІІ погоджується стати її хрещеним батьком. За гроші, подаровані імператором, він купує невеличку маєтність у с. Бірки в Остерському повіті Чернігівської губернії, де будує дім, який зберігся й понині.
Згодом молода дружина зрадила його з управителем маєтку. Чайковський з розпачу перебирається на хутір поблизу, де мешкає в убогій хатині разом зі своїм вірним супутником Адамом Морозовичем. Якось, повертаючись з лісу з хурою дров, той помирає від серцевого нападу. Цей удар остаточно ламає Чайковського.
В ніч з 17 на 18 січня 1886 р. він довго писав листи, а потім вистрілив у скроню з пістолета. Поховали його в с. Пархимів (нині Чернігівської обл.) поруч із Адамом Морозовичем.
Писемна спадщина М.Чайковського сягає 12 томів[джерело?].

## Михайло Чайковський і Україна
Політичний світогляд Михайла Чайковського щодо України влучно охарактеризував історик польської літератури Зигмунт Швейковський:
| "Чайковський завжди вважав себе поляком, але ідея незалежної Польщі без сумніву була для нього другорядною справою. У його свідомості вона нерозривно пов'язана з ідеєю вільної України, і без неї повністю втрачала для нього привабливість і сенс. Русь Чайковський уявляв собі під владою ідеалізованої Польщі. Влада, проте, обмежувалася польським королем, який був далеким повелителем для України. Провідною ідеєю Чайковського було воскресіння Запорозької Січі, старої козацької України, у тій самій формі й характері, що існували в добу польської незалежності [тобто за старої Речі Посполитої]. Він вірив, що стара Україна була втіленням найвищих життєвих ідеалів, тому її воскресіння вважав справою не локального, а радше європейського і навіть світового значення… За цією «святою», за цією «божественною» Україною Чайковський тужив усе своє життя" |
Матеріали з біографії Михайла Чайковського, за дослідженнями сучасного українського історика Петра Лавренчука, який проживав в м. Остер поблизу сіл Пархимів та Борки Козелецького району Чернігівської області. Михайло Чайковський був тричі одружений — перша дружина померла рано в Парижі, залишивши йому чотирьох дітей — двох дівчаток і двох хлопчиків. Їхніми хрещеними родичами стали сам князь А.Чарторийський та Владислав Замойський. Друга дружина — Ядвіга Сняденецька розділила з ним всі труднощі життя та боротьби в Стамбулі. Похована під Стамбулом, в містечку Полонезкьой-Адамполь. Третя дружина Габріеле Теосколло «грецька царівна» — жила з ним в його квартирі в Києві та в селі Борки. Втекла від нього з якимось генералом чи прикажчиком. Михайло Чайковський наклав на себе руки, втративши перед цим вірного товариша козака Адама Морозовича. За легендою, їх поховали поруч в селі Пархимів. Могила сплюндрована в радянські часи. Мешканці села її розташування пам'ятають. Місце поховання визнано Польщею та Туреччиною.
Син Адам Чайковський був генералом у гвардії російського імператора Миколи ІІ. Його сліди губляться у Варшаві. Відомо, що частина його архіву та батьків архів, потрапили до Михайла Грушевського і той дещо видрукував у журналі в серії «За сто літ» / 1927 рік. Другий син, Владислав, став турецьким генералом. Брав участь в переозброєнні турецької армії. Згодом став губернатором однієї з областей. Старша дочка вийшла заміж за австрійського дипломата та жила у Відні. Її сліди втрачено. Молодша дочка вийшла заміж за гірничого інженера і жила в Стамбулі. Там також знаходиться дім Михайла Чайковського, який тепер носить назву «Дім-музей Адама Міцкевича».
Великий польський поет перебував в загонах Садика Паші /Михайла Чайковського/, заразився холерою та помер у нього на руках. Михайло Чайковський заснував в Османській імперії декілька міст. Серед них — місто Січ під Бургасом, яку сміливо можна вважати останньою січчю справжнього козацтва. Саме в Січі перебував один з командирів Францішек Кіркор у Адамполь-Полонесков, де він був першим мером міста. Адампільці свято шанують пам'ять про Михайла Чайковського. Багато для збереження пам'яті про нього зробили Софія Рузу та мер міста Полонесков — Адамполь Даніель Охотський, польський громадський діяч Міхаель Климчак, український політолог Кость Бондаренко, польська письменниця Ядвіга Худзіковська.

## Свідчення стосовноКоліївщини
Михайло Станіславович Чайковський народився недалеко від тих місць, де колись вирувала Коліївщина: «Я народився в селі Гальчині, Волинської губ., Житомирського повіту, у Коднянському приході, в 13 верстах від Бердичева, цього торгового Єрусалима Ізраїлю у придніпровській Русі, в 9 верстах от „святої“ Кодні, де карали гайдамаків Ґонти та Залізняка мечем, колом та шибеницею у славу короля польського і Речі Посполитої. Такий жах був наведеним тоді на український люд, що до цього дня цей люд, промовляючи погрозу або прокляття, повторює: „щоб тебе свята Кодня не минула!“».
З дитинства спілкувався з багатьма учасниками тих подій, які воювали з обох боків, тому не дивно, що серед його документів збереглися цінні свідчення, які можуть посприяти відновленню історичної правди про ті страшні часи. Михайло Станіславович Чайковський, особисто знав сина губернатора Младановича, похресника Ґонти і з цього приводу у своїх спогадах він зазначає наступне: Був там також кс. Младанович, син уманського губернатора (управителя) під час різні; він був хрещеником Ґонти і був ним врятований. Тепер він був інвалідом монастиря і не ніс жодних обов'язків, а все тільки розповідав про уманську різню, про Україну, гайдамаків, Запоріжжя. Він все пам'ятав і все зображував у своїх розповідях живими фарбами.
Дивна справа — він не висловлював ані ненависті, ані раздратування проти Ґонти. Всю вину злочину він приписував Феліксу Потоцькому і польській шляхті. Ось слова, які я часто чув від нього: «навчили його читати, писати і потроху всяким наукам, а потім хотіли його бити, саджати в „гусак“; зробили його полковником, — а полковник він був справжній, тому що він краще знав військову справу, чим реґіментарі, бригадири і ротмістри, — а потім хотіли над ним познущатися, як над хамом, мужиком; і мураха кусає, якщо її зачіпають, а що вже людина, та й ще така як Ґонта? Пани наварили цього пива, а люд Божий повинен був його пити — і п'є, та ніяк не вип'є до дна».

## Звернення до українських козаків Кубані
Михайло Чайковський — найімовірніший автор Звернення до українських козаків Кубані:
| «До Панів Отаманів, Полковників, Сотників, Старшин и Панів Молодців Козацького Чорноморского Народу. В ім'я Святого Бога — в ім'я вільності та Свободи — в Ім'я Слави Козацької. Чорноморці, Славні Козаки, Кров від Крові Кістка від Кістки Старого Запоріжжя рідні браття мої, я до Вас промовляю з нашого Запоріжжя. Чиж Ви забули Наш Дніпро, Скити Наших Святих, стару Січ, православний Київ, і свободу під Королем Польщі, нашими Батьками, та військову славу Гетьманщини. Чиж все оце Ви забули, Чиж Вам як собакам Московському Царю повіки віків служити, Чиж вже Вам вільним синам Запоріжцям як рабам повіки віків у Московській неволі жити та Мерти. Ой нехай так не буде! Ох чи не чуєте Панове Молодці як там із Польщі свобода і честь військова та слава в хмарах гуде. Вже і на Україні нашій над Дніпром, над Дніпром Соколи літають Короля Польщі, нашого Батька, виглядають. Увесь світ Французи, Італійці, Німці, Слов'яни, всі Народи Заходу, стали вільними та незалежними так як Син Божий Ісус Христос сказав. Прийде моє Панство в прийшло. Бусурман Царгородський дає волю та свободу народам свого Царства. Тільки єдиний Московський Цар, пів Німця пів Татарина, хоче над рабами панувати і Християнські народи у Сибір гнати, батогом володіти. Не вами, не нами того Антихриста підтримувати. Наставте вуха, як там гомонить у Польщі. Всім людям свобода та вільність, повіки віків не буде ні Панщини, ні підданства, земля буде для всіх, всі будуть дідичами, як не шляхтич буде хоробрим та розумним, то буде і Гетьманом і Воєводою. А як Князь який і Граф буде дурнем то й залишиться в дурнях. Не буде шляхти і не шляхти всі люди будуть однакові, всі браття між собою всі діти Польщі. Православна віра буде шанована. Така воля Короля така воля народу Польського. Ну те Панове Молодці коні сідлати, та й до шаблі, до списа братися. Старшину, котра з Вами піде пошануйте як батьків. А ту, котра запродалась Московським Царям виженете як паршивих собак. І біжіть на Москаля в поміч Польщі, в поміч Україні. Нехай справдяться слова Вернигори. Козаки з Ляхами побратаються як рідні браття, Москаля виженуть, а король дасть всьому народові вільність та свободу. Святий Бог Короля та увесь народ благословить, і буде щастя і все добре у Мирі. Ну те Панове Молодці на коні та швидко і жваво, як поб'ємо Москаля, хто схоче над Дніпром жити, дістане і землю і все що треба. Хто схоче над Кубань вертатися, то й так зробить, а й там і там буде вільний та незалежний, Пан для себе і Пан у себе. Браття наші, Лицарі наші, до нас прибувайте — Білий Ангел повіє над нами, вся Україна піки в руки станцює, і Святий Бог дасть нам славу, свободу і щастя повіки віків» |

## Вшанування пам'яті
Вулиця Міхала Чайковського у місті Звягель

## Літературні твори та праці
Головні з них:
- «Powieści kozackie»[недоступне посилання з липня 2019] (1837)
- Owruczanin powiesc historyczna z 1812 roku [Архівовано 6 вересня 2018 у Wayback Machine.]
- пол. Kozaczyzna W Turcyi
- пол. „Wernyhora“ pdf [Архівовано 24 вересня 2016 у Wayback Machine.]
- пол. „Kirdżali“ (1839)
- пол. „Ukrainki“
- пол. „Stefan Czarniecki“ (1840)
- пол. „Hetman Ukrainy“ (1841)
- пол. „Dziwne życia Polaków i Polek“
- пол. „Bolgaria“
- пол. „Bosnia“
- пол. „Nemolaka“

У 1862–1873 його твори[недоступне посилання з липня 2019] було видано у 12 томах. З останніх творів велику вагу має «Воспоминания», що представляють автобіографічний та історичний інтерес (друкувались у журналі «Русская Старина» з листопада 1895 року).

### Переклади українською
У 2020 році у видавництві Пропала грамота вийшов переклад двох творів Чайковського: «Спогадів Садик-паші — Михайла Чайковського» та «Кампанії над Дунаєм та в Мунтенії у час Кримської війни 1854—1855», які вийшли під однією обкладинкою.
- Михайло Чайковський. «Шляхта обирає авантюризм» : «Спогади Садик-паші — Михайла Чайковського» та «Кампанія над Дунаєм та в Мунтенії у час Кримської війни 1854-1855» = «Pamiętniki Sadyka Paszy — Michała Czajkowskiego», «Kampanja nad Dunajem i w Multanach w czasie Krysmkiej Wojny 1854-1855» / упорядник Олександр Алфьоров, пер. з пол. Олеся Ісаюк, Євген Білоножко. — К. : Пропала грамота, 2020. — 608 с. — 2000 екз. — ISBN 9786177918027.